# Phedimus middendorffianus
Phedimus middendorffianus (Maxim.) 't Hart, 1995 è una piccola pianta grassa di aspetto erbaceo, strisciante e perenne, sempreverde, appartenente alla famiglia delle Crassulaceae.

## Descrizione
Pianta dal fusto legnoso ed eretto che si dirama dalla base. I follicoli sono di 4 mm di grandezza, di colore giallo-verde e si diffondono in estate.

## Distribuzione e habitat
Distribuito in Asia settentrionale, dalla Siberia orientale, sino alla Corea e al Giappone.